# Povijest islama u Bosni i Hercegovini
Islam se prvi put značajno pojavljuje u Bosni i Hercegovini s dolaskom Osmanlija u 15. stoljeću. Širenje islama u Bosni jedan je od najvećih svjetskih fenomena kada je u pitanju dobrovoljni prelazak na islam. Bošnjaci su prihvatili islam dobrovoljno u velikom broju. Već dolaskom Mehmeda II. u Bosnu zabilježeni su masovni prelasci na islam domaćeg stanovništva, kao npr. u Jajcu kada je u jednom danu 30.000 obitelji prešlo na islam. Proces prelaska na islam ubrzao se nastankom muslimanskih naselja okupljenih oko islamskih kulturnih ustanova poput džamija i tekija.
Islam je prihvaćen kako među bosanskim plemstvom koje je željelo zadržati svoja stara prava i posjede, tako i među običnim stanovništvom. Neki izvori navode povlastice koje je imala islamska populacija u odnosu na kršćansku (uglavnom katoličku) i dodatne namete prema kršćanskom stanovništvu od strane feudalaca (kao npr. danak u krvi). Treći izvori govore da je islam prihvaćen kao rekacija na brojne ranije pokušaje pokrštavanja bosanskih heretika, te križarske ratove koji su imali za cilj uništenje Crkve bosanske.
Kao i kod mnogih drugih muslimanskih naroda, islam u Bošnjaka zadržao je razne lokalne utjecaje. Na primjer, alkoholna pića u bošnjačko-muslimanskoj zajednici smatrana su manjim grijehom, dok se svinjetina smatrala apsolutno neprihvatljivom. Također, uobičajena ženska odjeća nekih islamskih zemlja nije postala popularna među Bošnjakinjama sve do 19. soljeća i austro-ugarske aneksije.